# 페이퍼클립 작전

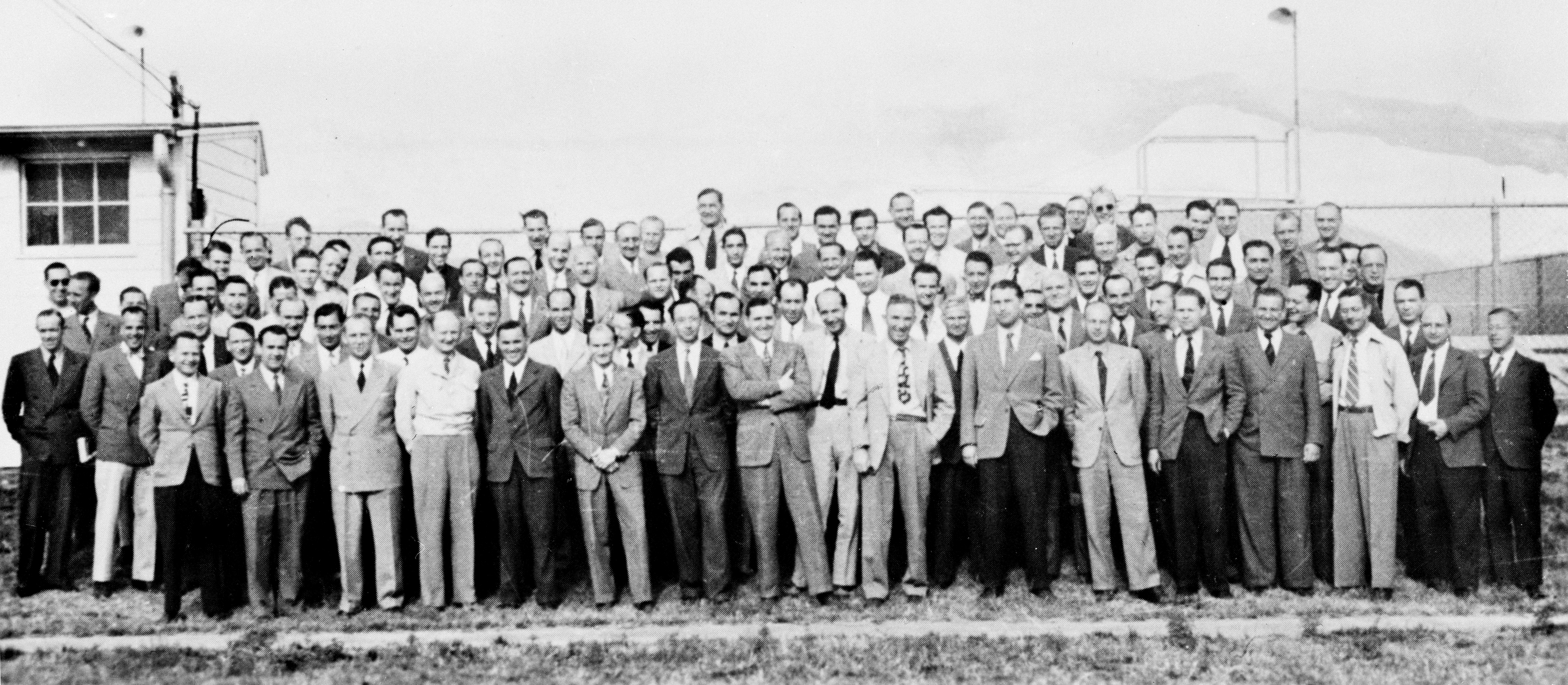

페이퍼클립 작전(영어: Operation Paperclip)은 미국 전략사무국의 작전이다. 1945년 ~ 1946년까지 미국이 제2차 세계 대전 이후 패전한 나치 독일의 과학자 총 642명을 자국으로 데려와서 그 당시 독일의 최첨단 과학기술을 연구하는 것이 목적이었다. 1969년 아폴로 11호 발사에 기여한 과학자 베르너 폰 브라운도 페이퍼클립 작전에 의해 미국으로 오게 됐다. 이로 인해 NASA가 설립되면서 현재 미국의 공학, 과학 기술 발전의 토대가 마련되었고, 미국의 군사학(군사 과학)도 발달하게 되었다.

## 대중매체
드라마
- 엑스파일

다큐
- 잃어버린 제2차세계대전 필름들

## 같이 보기
- 나치즘
- 국가사회주의
- 민족주의
- 파시즘
- 네오나치
- 스킨헤드
- KKK단
- 반나치법
- 랫라인(쥐구멍 라인)
- 나치 사냥꾼